# Ягошур (Юндинское сельское поселение)
Ягошу́р — село в Балезинском районе Удмуртии, Россия. Административный центр Юндинского сельского поселения.
В 1867 году в районе села был обнаружен Ягошурский клад: в среднеазиатском серебряном кувшине лежали около 1500 восточных монет конца VI — первой половины IX веков и серебряный слиток. Старшие монеты клада — сасанидские драхмы (Ормизд IV, Хосров II), младшая — тахиридский дирхам 843 года.
Впервые Ягошур упоминается в переписи 1646 года среди селений Каринского стана Хлыновского уезда.
Население — 143 человека (2007).

## Улицы
- ул. Родниковая
- ул. Клиновская
- ул. Любинская